# Дебърски глас (1928 – 1939)
Вижте пояснителната страница за други значения на Дебърски глас.
„Дебърски глас“ е името на четири годишни вестника, издавани от българската емиграция от Дебърско в София, България от 1928 до 1939 година.
- Първият излиза на 11 юни 1928 година и носи подзаглавие Възпоменателен брой по случай 25-годишнината от смъртта на Максим войвода. 20 май 1903 – 28 май 1928. Издават Реканското културно–благотворително братство „Свети Йоан Бигор“ и Дебърското благотворително братство. Печатан е в печатница „Божинови“ в 800 броя тираж. Посветен е на загиналите революционери от ВМОРО от Дебърско.[1]

- Вторият излиза на 21 юни 1937 година и носи подзаглавие Възпоменателен брой по случай патронния празник на братството. Издание е на Дебърското благотворително братство под редакцията на председателя му е Стамат Стаматов. Печата се в печатница „Рила“ в 900 броя тираж.[1]

- Третият излиза на 14 февруари 1938 година, отново е издание на Дебърското благотворително братство и носи подзаглавие Възпоменателен 3 брой по случай общото годишно събрание. Редактор е Стаматов и е печатан е в печатница „Рила“ в 900 броя тираж.[2]

- Четвъртият излиза на 12 февруари 1939 година и носи подзаглавие Дебърското благотворително братство. Редактор е Стаматов и се печата в печатница „Рила“. Посветен е на живота и делото на члена на братството Кипро Симоновски.[3]